# Ockergravkulturer
Ockergravkulturer är mesolitisk-neolitiska kulturer särskilt i östra Europa ca 3000-1000 f.Kr.
Namnet kommer av seden att beströ de döda med rödockra i gravarna. Lokalgrupperna har fått namn efter det begravningsskick som de använt, till exempel schaktgravkultur, timmergravkultur osv.